# Comitê Olímpico Nacional da Costa do Marfim
O Comité Olímpico Nacional da Costa do Marfim (em francês:  Comité National Olympique de Côte d'Ivoire; abreviado CNO-CIV), formado em 1962 e reconhecido no ano seguinte, é a entidade máxima da Costa do Marfim no desporto olímpico, responsável pelas participações do país nos  Jogos Olímpicos e a organização que representa a Costa do Marfim junto do Comité Olímpico Internacional. Desde a sua fundação só falhou os Jogos Olímpicos de 1980, mas nunca competiu em Olimpíadas de Inverno. É dirigido desde 2000 por Lassana Palenfo. Está sediado em Abidjan, a maior cidade marfinense.